# Erdenedalai, Dundgovi
Erdenedalai (tiếng Mông Cổ: Эрдэнэдалай) là một sum của tỉnh Dundgovi ở Mông Cổ. Vào năm 2007, dân số của sum là 6.677 người.

## Địa lý
Sum có diện tích khoảng 7.351 km2. Trung tâm sum, Sangiin-Dalai, nằm cách tỉnh lỵ Mandalgovi 110 km và thủ đô Ulaanbaatar 250 km.

### Khí hậu
Erdenedalai có khí hậu bán khô hạn. Nhiệt độ trung bình hàng năm trong khu vực là 5 °C. Tháng ấm nhất là tháng 7, khi nhiệt độ trung bình là 27 °C và lạnh nhất là tháng 1, với −19 °C. Lượng mưa trung bình hàng năm là 179 mm. Tháng ẩm ướt nhất là tháng 7, với lượng mưa trung bình là 54 mm, và khô nhất là tháng 2, với 2 mm.

## Kinh tế
Sum có một trường học, bệnh viện và khu dịch vụ.